# スーパーマン (1988年のテレビアニメ)
『スーパーマン』（原題：Superman）は、ルビー・スピアーズが制作したアメリカ合衆国のテレビアニメ。アメリカでは1988年9月17日から12月10日までに全13話が放送された。

## 概要
『スーパーマン新冒険』以来となるスーパーマンの単独テレビアニメ作品であり、リブート作として制作された。時代設定は放送当時の1980年代に変更されており、一部だが実写版の要素も細部に取り入れられている。

## キャラクター
カル・エル / クラーク・ケント / スーパーマン
声 - ビュー・ウィーバー
ロイス・レーン
声 - ジニー・マクスウェイン
レックス・ルーサー
声 - マイケル・ベル
ペリー・ホワイト
声 - スタンリー・ラルフ・ロス
ジミー・オルセン
声 - マーク・テイラー
マーサ・ケント
声 - トレス・マクニール
ジョナサン・ケント
声 - アラン・オッペンハイマー
ナレーション
声 - ビル・ウッドソン

## スタッフ
- 制作総指揮 - ジョー・ルビー、ケン・スピアーズ
- プロデューサー - ラリー・フーバー
- シリーズ構成 - マーブ・ウルフマン
- 音楽 - ロン・ジョーンズ
- 制作協力 - 東映動画、大元動画[2]
- 製作 - ルビー・スピアーズ

## 放映リスト
| #  | サブタイトル                                                           | 放送日         |
| -- | ---------------------------------------------------------------------- | -------------- |
| 1  | Destroy the Defendroids The Adoption                                   | 1988年 9月17日 |
| 2  | Fugitive from Space The Supermarket                                    | 9月24日        |
| 3  | By the Skin of the Dragon's Teeth At the Babysitter's                  | 10月1日        |
| 4  | Cybron Strikes The First Day of School                                 | 10月8日        |
| 5  | The Big Scoop Overnight with the Scouts                                | 10月15日       |
| 6  | Triple Play The Circus                                                 | 10月22日       |
| 7  | The Hunter Little Runaway                                              | 10月29日       |
| 8  | Superman and Wonder Woman vs. The Sorceress of Time The Birthday Party | 11月5日        |
| 9  | Bonechill The Driver's License                                         | 11月12日       |
| 10 | The Beast Beneath These Streets First Date                             | 11月19日       |
| 11 | Wildsharkk To Play or Not to Play                                      | 11月26日       |
| 12 | Night of the Living Shadows Graduation                                 | 12月3日        |
| 13 | The Last Time I Saw Earth It's Superman                                | 12月10日       |